# Doka
Doka este o companie multinațională care produce sisteme de cofraje pentru beton. La aceasta se adaugă servicii conexe de consultanță, proiectare, asistență tehnică etc. Grupul Doka aparține de concernul Umdasch AG, având sediul central în Amstetten, Austria și un număr de circa 5.400 de angajați în 140 de sucursale din peste 65 de țări.

## Compania
Compania a fost înființată în 1868, oferind servicii de prelucrare a lemnului. În timp s-a adăugat la obiectul de activitate fabricarea de produse metalice, evoluând până la o cifră de afaceri de 838 milioane euro în 2007.
În fiecare an ies de pe liniile de fabricație ale Doka circa 4 milioane de m² de plăci cofrante, mai mult de 12 milioane de metri liniari de grinzi Doka cât și 75.000 t de produse metalice. Marea majoritate a produselor Doka, dintre care 85% iau calea exportului, sunt fabricate la Amstetten în Austria, mai puțin foaia cofrantă triplustrat, produsă în Banská Bystrica (Slovacia).

## Istoric

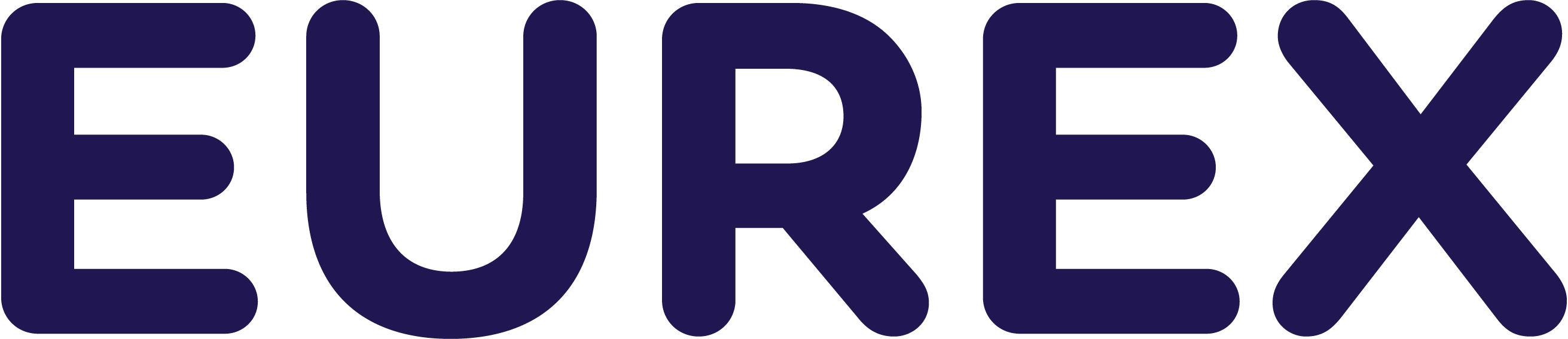
Pop Doka Eurex

Numele „Doka” provine de la un proiect de infrastructură, realizat în anii 1950 în Austria, care includea câteva baraje pentru centrale hidroelectrice. Acestea au fost construite pe Dunăre, a doua parte din denumire fiind legată de „Kraftwerke” (centrale hidroelectrice), ajungându-se astfel la DOKW.
Fiind vorba de dimensiuni foarte mari ale suprafețelor, cofrajul de grinzi și popi, ce servea pentru turnarea betonului monolit, a trebuit să fie prelucrat pentru a obține pereți de mari dimensiuni. Astfel s-a creat un sistem de cofraje de mari dimensiuni refolosibil, panourile fiind produse la Amstetten, iar apoi transportate pe șantier gata de utilizare. Inițial DOKW a fost adresa de livrare, a devenit apoi numele produsului și într-un final prin înlocuirea lui W numele companiei Doka.

## Produse și servicii
Doka se ocupă cu dezvoltarea, producția, distribuția și modul de utilizare al sistemelor de cofraje. Gama Doka cuprinde sisteme de cofraje pentru pereți și planșee, cofraje cățărătoare și auto-cățărătoare, cofraje pentru beton aparent, soluții pentru tuneluri, baraje, poduri, sisteme de siguranță. Activitatea companiei se desfășoară ca și combinație de producție, vânzare, închiriere, consiliere și asistență tehnică, mentenanță etc.

## Proiecte
Proiecte construite cu ajutorul sistemelor de cofrare Doka:
- Burj Dubai, Emiratele Arabe Unite, cea mai înaltă clădire din lume
- Burj al-Arab, Emiratele Arabe Unite
- Triumph-Palace, Moscova
- Shanghai World Financial Center, China
- Caesars Palace, Las Vegas
- Podul Sutong Chang Jiang, China
- Bridgewater Place, Marea Britanie
- Tour CBX, Franța
- BMW World, Germania

## Doka în România
În România Doka este prezentă din 1998, unde a contribuit la realizarea de proiecte de dezvoltare imobiliară, de infrastructură, construcții industriale etc., fiind reprezentată în București (Tunari, județul Ilfov), Constanța, Brașov, Timișoara, Cluj, Iași și Craiova.
În anul 2008 a înregistrat venituri de 19,6 milioane euro.